# Пештера (Бајица)
Пештера (рум. Peștera) насеље је у Румунији у округу Хунедоара у општини Бајица. Oпштина се налази на надморској висини од 388 m.

## Становништво
Према подацима из 2002. године у насељу је живело 102 становника, од којих су сви румунске националности.